# ديس متجذر
الديس المتجذر (باللاتينية: Scirpus radicans) نوع نباتي من جنس الديس من الفصيلة السعدية.

## الموئل والانتشار
موطنه ووسط وشرق وشمال أوروبا.